# Ван ден Хёвел, Ян
Йоханнес Петрюс Францискюс (Ян) ван ден Хёвел (нидерл. Johannes Petrus Franciscus "Jan" van den Heuvel; 4 апреля 1908, Мунток — 24 августа 1970, Роттердам) — нидерландский футболист, игравший на позиции вратаря, выступал за амстердамский «Аякс».

## Спортивная карьера
В первой команде «Аякса» Ян дебютировал 15 апреля 1928 года, в гостевом матче чемпионата против клуба ЗАК, заменив в стартовом составе Яна де Бура. До этого он выступал за резервную команду «Аякс 3», и помимо футбола, играл ещё за бейсбольную команду «Аякса». В Зволле красно-белые одержали крупную победу — 2:6.